# Nguyễn Anh Trí
Nguyễn Anh Trí (sinh ngày 14 tháng 9 năm 1957 tại Lệ Thủy, Quảng Bình) là giáo sư, tiến sĩ y khoa của Việt Nam. Ông nguyên là Viện trưởng của Viện Huyết học – Truyền máu Trung ương (2003-2017), nguyên Phó chủ nhiệm Bộ môn Huyết học – Truyền máu của Trường Đại học Y Hà Nội trước khi nghỉ hưu.
Ông là một chính khách, là đại biểu Quốc hội Việt Nam tự ứng cử tại Hà Nội và đã trúng cử 2 khóa XIV (2016-2021) và khóa XV (2021-2026). Ông cũng là nhạc sỹ, tham gia Hội Nhạc sỹ Việt Nam; và là nhà thơ, tham gia hội Nhà văn Thành phố Hà Nội.

## Xuất thân
Nguyễn Anh Trí sinh ngày 14 tháng 9 năm 1957 tại xã Liên Thủy, huyện Lệ Thủy, tỉnh Quảng Bình. Quê hương ông có dòng sông tên gọi Kiến Giang – "dòng sông ôm cả một quá khứ của tôi không dài (khoảng 1957-1976) mà yêu thương đến vô cùng về quê hương xứ Lệ" – như ông tâm sự.
Cha ông là một cán bộ y tế làm việc ở Ba Đồn, Quảng Bình. Dù nghèo, nhưng cha ông rất coi trọng việc học tập của các con. Ông có tất cả bảy anh chị em, người ảnh hưởng ông nhiều nhất là người anh trai Nguyễn Văn Tài (sau này là thiếu tướng, giáo sư, tiến sĩ).

## Giáo dục
Năm 1968, ông đi sơ tán K8 ở Thanh Hóa. Sau khi học xong trung học phổ thông, ông thi đại học ngành Vật lý trường Đại học Sư phạm Vinh. Ông nhận giấy báo trúng tuyển nhưng vì bị bệnh sốt rét phải nằm viện, ông đến trường muộn và không được chấp nhận nhập học
Năm 1976, ông thi tiếp đại học, trúng tuyển và nhập học trường Đại học Y Hà Nội.
Năm 1976-1982: ông học trường Đại học Y Hà Nội
Năm 1985, tốt nghiệp Bác sĩ nội trú bệnh viện ngành Huyết học – Truyền máu khóa 9 (1982-1985) Đại học Y Hà Nội
Tháng 6 năm 1993, bảo vệ thành công luận án Phó tiến sĩ y khoa chuyên ngành Huyết học – Truyền máu tại Học viện Quân y. Đề tài: "Đặc điểm lâm sàng và huyết học của quá trình chuyển thành Lơxêmi cấp sau một số bệnh cơ quan tạo máu ở người lớn tuổi (tại bệnh viện Việt Xô Hà Nội)".
Thực tập về chuyên đề Medical technology/Clinical test technology (công nghệ y tế) tại Nhật Bản từ tháng 6 năm 1993 đến tháng 11 năm 1994)
Tháng 11 năm 1996, tham gia khóa tập huấn về An toàn Truyền máu lần thứ 2 tại Tokyo, Nhật Bản (11-1996).
Năm 1998, tốt nghiệp Bác sĩ Chuyên khoa II.
Học lớp Chính trị cấp cao tại Học viện Chính trị Quốc gia Hồ Chí Minh (1998-2000).
Tốt nghiệp cử nhân Luật Đại học Luật Hà Nội (2000-2003).
Tham gia khóa tập huấn về Chăm sóc và Quản lý sức khỏe người có tuổi tại Hoa Kỳ (12-2001).

## Sự nghiệp

### Hoạt động chuyên môn
Từ năm 1987 đến năm 2003, ông làm việc tại Khoa Huyết học – Truyền máu, Bệnh viện Hữu nghị Việt-Xô, trực tiếp tham gia điều trị, nghiên cứu các bệnh về máu.
Năm 2003, ông đảm nhận Viện trưởng Viện Huyết học – Truyền máu Trung ương, một viện vừa được tách ra từ Bệnh viện Bạch Mai và trực thuộc Bộ Y tế. GS.TS Nguyễn Anh Trí gắn với hai sự kiện có ý nghĩa lớn là "Lễ hội Xuân Hồng" và "Hành trình Đỏ".
Ông và các cộng sự ở Viện Huyết học – Truyền máu Trung ương là những người đi đầu trong công nghệ ghép tế bào gốc với chi phí hợp lý tại Việt Nam.
Với hơn 30 năm công tác trong ngành Y tế, gần 15 năm trên cương vị Viện trưởng Viện Huyết học – Truyền máu Trung ương, GS.TS Nguyễn Anh Trí đã xây dựng mạng lưới chuyên ngành huyết học và truyền máu trên toàn quốc. Ông đã đề xướng và tổ chức thành công "Lễ hội Xuân Hồng" và "Hành trình Đỏ" về hiến máu nhân đạo. GS. Nguyễn Anh Trí đã chỉ đạo Viện xây dựng thành công "Ngân hàng Tế bào gốc máu dây rốn cộng đồng". Ông được xem là nhà khoa học đầu ngành của Việt Nam trong công nghệ truyền máu và ghép tế bào gốc với chi phí phù hợp với điều kiện Việt Nam. Công trình khoa học của ông và các cộng sự là một trong 9 công trình được trao Giải thưởng Hồ Chí Minh vào ngày 15 tháng 1 năm 2017, và Giải Nhất Nhân tài đất Việt 2016. Ông đã được trao danh hiệu thầy thuốc Nhân dân và Anh hùng Lao động.
Từ ngày 1 tháng 10 năm 2017, ông nghỉ hưu tại Viện Huyết học – Truyền máu Trung ương. Hiện nay, GS.TS Nguyễn Anh Trí là Chủ tịch Hội đồng cố vấn Tập đoàn MED GROUP. Đồng thời, ông là Chủ tịch Hội Huyết học – Truyền máu Việt Nam, Chủ tịch Hội Tan máu bẩm sinh Việt Nam.

### Các tổ chức chuyên môn quốc tế đã tham gia
Trong thời kỳ từ 2005 đến 2017, GS. Nguyễn Anh Trí đã tham gia 7 tổ chức chuyên môn quốc tế dưới đây:
| STT | Tổ chức quốc tế                                         | Tổ chức quốc tế                                                   | Hình thức tham gia |
| --- | ------------------------------------------------------- | ----------------------------------------------------------------- | --- |
| STT | Tiếng Việt                                              | Tiếng Anh                                                         | Hình thức tham gia |
| 1   | Hội Huyết học Hoa Kỳ                                    | American Society of Hematology (ASH)                              | Chủ tịch Hội thành viên thuộc khu vực Châu Á Thái Bình Dương                                                             |
| 2   | Hội Truyền máu Hoa Kỳ                                   | American Association of Blood Banks (AABB)                        | Thành viên cá nhân |
| 3   | Hội Đông máu Huyết khối Khu vực Châu Á Thái Bình Dương  | Asia Pacific Society on Thrombosis and Hemostasis (APSTH)         | - Thành viên Ban điều hành Hội - Chủ tịch Hội nghị APSTH lần thứ 8 (2014)                                                |
| 4   | Liên đoàn Hemophilia Thế giới                           | World Federation of Hemophilia (WFH)                              | Chủ tịch Hội thành viên                                                                                                  |
| 5   | Liên đoàn Thalassemia Thế giới                          | Thalassaemia International Federation (TIF)                       | - Chủ tịch Hội thành viên - Đồng Chủ tịch Hội nghị Bệnh Huyết sắc tố khu vực Tây Thái Bình Dương lần thứ 2 (2015)        |
| 6   | Hội truyền máu Quốc tế                                  | International Society of Blood Transfusion (ISBT)                 | - Chủ tịch Hội Thành viên - Chủ tịch Hội nghị ISBT khu vực Châu Á lần thứ 18 (2007)                                      |
| 7   | Mạng lưới Ghép tủy xương khu vực Châu Á Thái Bình Dương | Asia Pacific Network for Blood and Marrow Transplantation (APBMT) | Đồng Trưởng Ban tổ chức Hội thảo Quốc tế Thúc đẩy Ghép tế bào gốc tạo máu ở các nước đang phát triển lần thứ nhất (2011) |

### Hoạt động chính trị
Ông gia nhập Đảng Cộng sản Việt Nam ngày 10 tháng 10 năm 1996.
Năm 2016, ông là người duy nhất ở Hà Nội tự ứng cử và đã trúng cử Đại biểu Quốc hội Việt Nam khóa 14 nhiệm kì 2016-2021 ở đơn vị bầu cử số 9 Hà Nội gồm huyện Đông Anh và quận Long Biên.

#### Quốc hội Việt Nam khóa XIV
Chiều ngày 15 tháng 11 năm 2017, thảo luận dự án "Luật sửa đổi, bổ sung một số điều của Luật Thể dục, thể thao" tại nghị trường Quốc hội, ông kiến nghị Luật hóa cá cược thể thao.
Chiều ngày 28 tháng 5 năm 2018, tại nghị trường Quốc hội, ông phản ánh hiện tượng kinh phí các dự án nhà nước ở trong tất cả các lĩnh vực nở phòng to nhiều lần lên con số hàng trăm hàng ngàn tỉ đồng, cụ thể là dự án nạo vét sông Sào Khê ở tỉnh Ninh Bình (bắt đầu từ năm 2001) đội vốn hơn 36 lần từ 72 tỉ đồng được phê duyệt ban đầu lên tới 2.595 tỉ đồng.
Ông là người đã nhiều lần chất vấn Bộ trưởng Bộ Giao thông vận tải về việc lập các trạm thu phí tự động không dừng ở cac dự án BOT nhằm minh bạch việc thu phí.
Từ năm 2019 ông Nguyễn Anh Trí đã đề nghị ngay từ giờ cần phải quan tâm đến việc quy hoạch không gian ngầm tại các đô thị lớn để sau này con cháu chúng ta có không gian để phát triển thành phố.

#### Quốc hội Việt Nam khóa XV
Trong đợt bầu cử Quốc hội khóa 15, ông đã tự ứng cử lần thứ hai và trúng cử Đại biểu quốc hội khóa mới.
Góp ý vào dự thảo Luật Phòng, chống ma túy (sửa đổi), ngày 24/3/2021, đại biểu Nguyễn Anh Trí, Đoàn đại biểu Quốc hội thành phố Hà Nội cho rằng, thuốc lá điện tử đang nhắm chủ yếu đến người trẻ tuổi và lan rất nhanh, vì vậy gây hại rất nghiêm trọng cho thế hệ trẻ. Thuốc lá điện tử là điều kiện thuận lợi để cho người hút sử dụng ma túy.
Chiều 21/7/ 2021 tại phiên họp toàn thể, kỳ họp thứ nhất – Quốc hội khóa XV, ông đã đề nghị Quốc hội hoặc Ủy ban Thường vụ Quốc hội cần có Nghị quyết khẩn cấp về phòng, chống đại dịch COVID-19.
Năm 2022 trước tình trạng thiếu thuốc để điều trị cho bệnh nhân ở các bệnh viện công ở cả nước, ông đã có phát biểu: "Dù bất cứ lý do nào mà không có thuốc để điều trị cho bệnh nhân là có lỗi nặng với Nhân dân, bằng mọi giá chúng ta phải giải quyết để chấm dứt tình trạng này!". Phát biểu này đã được chọn là 10 phát ngôn ấn tượng của Đại biểu Quốc hội năm 2022
Tại kỳ họp bất thường thứ 2 của Quốc hội khóa XV (5-9/1/2022), ông đã "Đề nghị Thủ tướng Chính phủ phải chỉ đạo để sớm tổ chức một hệ thống sản xuất vaccine một cách bài bản, quy củ, đúng cách để phục vụ đất nước, phòng có những đợt dịch khác".
Dựa trên Hiến pháp Việt Nam năm 2013, Điều 37 của Bộ luật Dân sự năm 2015 và Quyết định số 234/QĐ-TTg ngày 5 tháng 2 năm 2016, ông đã đề nghị xây dựng dự án Luật chuyển đổi giới tính gửi Ủy ban Thường vụ Quốc hội đưa vào Chương trình xây dựng luật, pháp lệnh năm 2024.
Ngày 8/6/2023, tại kỳ họp thứ 5 Quốc hội khóa XV, GS Nguyễn Anh Trí đã một lần nữa đề nghị: “cần hoàn thiện, nâng cấp hệ thống đường sắt của Việt Nam hiện đại để tạo ra một hệ thống giao thông nòng cốt, trụ cột, xương sống và xuyên suốt đất nước. Từ đó kết nối thị trường trong nước và ngoài nước”.
Ngày 15/8/2023, ĐBQH Nguyễn Anh Trí phát biểu tại cuộc họp của Ủy ban thường vụ Quốc hội: "Đất nước ta có bờ biển dài, nắng nhiệt đới, kinh nghiệm làm muối của nhân dân ta phong phú mà phải bỏ ra hàng tỷ USD để nhập khẩu muối tôi rất đau lòng". Và ĐBQH Nguyễn Anh Trí đề nghị Thủ tướng Chính phủ có biện pháp có nguồn kinh phí hỗ trợ để diêm dân làm muối.
Tại kỳ họp thứ 7 Quốc hội khóa XV, ĐBQH Nguyễn Anh Trí đã nêu:
- Cần ưu tiên cơ chế đặc thù cho các tỉnh khó khăn, tỉnh chưa phát triển, tỉnh còn nghèo, tỉnh ở xa trung tâm; đây là cách làm để tạo sự bình đẳng giữa các tỉnh, thành[30];
- Không được để trẻ em dưới 10 tuổi và chiều cao dưới 1,35 mét ngồi cùng hàng ghế với người lái xe, trừ trường hợp xe chỉ có một hàng ghế[31].

Tại kỳ họp thứ 9 Quốc hội khóa XV, ĐBQH Nguyễn Anh Trí đã đề nghị Quốc hội sớm tổ chức để “Công dân có thể được dự thính các phiên họp công khai của Quốc hội”.

### Hoạt động nghệ thuật
Bên cạnh hoạt động khoa học, GS Nguyễn Anh Trí còn sáng tác thơ, nhạc. Tính đến tháng 5/2025, ông đã sáng tác được trên 220 ca khúc. Ông chia sẻ: "Thi ca giúp tôi hoạt động hiệu quả hơn trong công việc". Nhà văn Trung Trung Đỉnh từng nhận xét thơ của ông "làm cho cánh đồng thi ca chung của chúng ta thêm hương sắc, thêm quyến rũ và tươi trẻ".

## Tác phẩm

### Công trình khoa học
Đến nay, GS Nguyễn Anh Trí đã công bố trên 350 công trình nghiên cứu khoa học các cấp đã được công bố trong và ngoài nước, 19 cuốn sách viết về lĩnh vực huyết học truyền máu.

### Thơ
- Tập thơ "Mẹ và những miền quê mẹ", Nhà xuất bản Hội nhà văn (2012, 2022)
- Tập thơ "Sống mãi với Thu vàng", Nhà xuất bản Hội Nhà văn (năm 2014)[34]
- Tập thơ "Tình ca cầu vồng". Nhà xuất bản Hội Nhà văn (2015)[35];
- Suối nguồn thi ca (2020 – Nhiều tác giả); Nhà xuất bản Hồng Đức (2020).

## Danh hiệu, giải thưởng
- Phó giáo sư năm 2002; Giáo sư năm 2011[36]
- Anh hùng Lao động|Anh hùng Lao động – năm 2012
- Thầy thuốc Nhân dân – năm 2012;
- Công dân Thủ đô ưu tú – năm 2015.
- Huân chương lao động hạng Ba (2009) và hạng Nhất (2015);
- Vinh quang Việt Nam – năm 2013 và năm 2017;
- Bằng khen của Thủ tướng chính phủ – năm 2008 và năm 2010;
- Kỉ niệm chương Vì sự nghiệp Chữ Thập đỏ Việt Nam
- 1 trong 16 gương mặt xuất sắc của nền y học Việt Nam trong cuốn sách "Những tấm gương thầy thuốc Việt Nam" (tập 2), Nhà xuất bản Y học, Tác giả: Bộ y tế, Chủ biên: Bộ trưởng Bộ y tế Nguyễn Thị Kim Tiến
- Giải Nhất "Nhân tài Đất Việt 2016" trong lĩnh vực y học cho công trình xây dựng ngân hàng tế bào gốc dây rốn cộng đồng lần đầu tiên ở Việt Nam của giáo sư Nguyễn Anh Trí và nhóm nghiên cứu 13 người ở Viện Huyết học – Truyền máu Trung ương
- Giải thưởng Hồ Chí Minh trao ngày 15 tháng 1 năm 2017 cho cụm công trình "Nghiên cứu ứng dụng khoa học công nghệ nhằm đảm bảo an toàn truyền máu, phục vụ cho cấp cứu và đảm bảo đủ máu dự trữ cho điều trị" của giáo sư Nguyễn Anh Trí và 4 đồng tác giả là phó giáo sư, tiến sĩ Bùi Thị Mai An, tiến sĩ Ngô Mạnh Quân, bác sĩ chuyên khoa 2 Phạm Tuấn Dương, phó giáo sư, tiến sĩ Bạch Khánh Hòa.